# Pilar Gómez-Acebo
Pilar Gómez-Acebo (n. Madrid; 1955) es una conferenciante, escritora y profesora de escuelas de negocios española. 

## Biografía
Actualmente ostenta los cargos de Presidenta de Honor de FEDEPE (Federación Española de Mujeres Directivas, Ejecutivas, Profesionales y Empresarias), Vicepresidenta de CEDE (Confederación Española de Directivos de Empresas), Vicepresidenta del Club de Consejeros y Presidenta del 'Madrid's Woman Week'. Es defensora del papel de la mujer en puestos directivos.
Fue gerente de la división de Gestión del Cambio en Andersen Consulting (Arthur Andersen), donde era responsable de la oficina de Outplacement, así como de diversos proyectos de consultoría.
Posteriormente, en Summa Consulting, fue socia-directora, donde tuvo la dirección de la división de Placement Summa, en la que se desarrollaron programas de outplacement e inplacement, se crearon empresas y planes de empleo, mentoring y desarrollo directivo, así como gestiones en Recursos Humanos.
Actualmente es presidenta de Placement Center, donde tiene programas de asesoramiento estratégico a directivos y coaching de alta dirección, así como gestiones de procesos de cambio en empresas e instituciones de gobierno.
Autora de diferentes libros, son habituales sus colaboraciones con ABC, El País, El Mundo, Expansión, Cinco Días, El Economista, Actualidad Económica, Ejecutivos, Mujeres Directivas o CosmoMedia.
Es licenciada en Ciencias Políticas y Sociología y Master en Recursos Humanos y Dirección de Empresas.

## Citas
- «Las mujeres vamos a devolver a la empresa los sentimientos».
- «El gran reto está en la fusión entre economía y personas».